# Széchenyi fürdő (métro de Budapest)
Széchenyi fürdő est une station du métro de Budapest. Elle est sur la  .

## Lieu remarquable à proximité
- Thermes Széchenyi
- Városliget
- Parc animalier et botanique municipal
- Vidámpark